# Медвежий угол (группа)
Медвежий угол — российская музыкальная фолк-рок-группа из Казани.

## История
Группа была образована в 1994 году Михаилом Выриным как школьная команда, «несколько лет играли просто для самих себя». Дворец культуры, где репетировала группа, находился в пригороде Казани, и друзья музыкантов называли его «медвежий угол». Выражение вспомнили, когда команде перед концертом в ДК понадобилось название, «сначала смеялись, а потом название прижилось». Тогда группа играла в жанре электро-рока, однако по словам лидера группы уже с конца 80-х он интересовался народной музыкой.
 …В магазинах я выбирал виниловые диски с записями каких-то бабушек, совершенно шикарный фольклор — русской северной Сибири, духовные песнопения, Рахманинова, русско-болгарскую духовную музыку… То есть я собирал записи настоящие, исконные, не переработанные и не поданные с эстрады.
Окончив школу, Вырин продолжил обучение в казанском мединституте, затем несколько лет работал санитарным врачом, при этом продолжая писать песни и время от времени воссоздавая группу — каждый раз на короткое время. В конце концов Михаил решил полностью посвятить себя музыке и оставил медицину. Некоторое время он играл на гитаре в различных клубных проектах, где в 2001 году и познакомился с аккордеонистом Андреем Сидоровым, учившимся на последнем курсе казанской консерватории. Вскоре они собрали постоянный состав группы, включавший флейтистку Анну Кожевникову, басиста Линара Ризатдинова и барабанщика Романа Валиуллина, ранее работавшего с Выриным в проекте «Волга-Волга». В 2003 году этим составом был записан первый альбом группы «Песни рек».
В 2004 году на Грушинском фестивале музыканты познакомились с казанским музыкантом и художником Александром Батраковым, который в следующем году влился в коллектив (параллельно участвуя в других проектах) со своими песнями, горловым пением и узнаваемым звуком многочисленных флейт, которые сам же и делал из водопроводной пластиковой трубы. Уже с Батраковым группа записала альбомы «Доза тепла» (2005) и «Среди степи» (2008). Последний альбом спродюсировал лидер «Калинова моста» Дмитрий Ревякин, впрочем, сам он считает себя скорее помощником и наставником группы. О самом альбоме Ревякин отозвался так:
Интересное музыкальное мышление. Все звучит органично. В таком направлении следует работать дальше. Находить радость музыкальных решений в простоте!
В 2009 году в казанском клубе «Маяковский. Жёлтая кофта» группа отметила своё 15-летие. В концерте принимали участие Владимир Кожекин, Андрей Козловский, «Волга-Волга», а также Александр Батраков, незадолго до этого покинувший группу, но продолжающий сотрудничать с «Медвежьим Углом» в качестве студийного музыканта и звукорежиссёра. В интервью, взятом перед выступлением, на вопрос, о чём поёт группа, Вырин ответил так:
 «Медвежий угол» поет о таких вещах, на которые мы подчас не обращаем внимания, которые являются главными, основополагающими и без которых наша жизнь просто невозможна. Есть дождь, есть лес, реки, море, камни, гроза, а все остальное мы просто придумываем себе сами, и все эти сложности, что нас окружают, проблемы, дрязги, пересуды, слухи, сплетни и прочая гнусь — это мы создаем себе сами. Думаю, об этом и поем.
В 2011 году группа выпустила альбом — «Меченый Весной». В альбоме, по словам самого Вырина, акцент смещается на тексты, сочиненные в духе традиций русского скоморошества и русского рока, а музыка отсылает к творчеству таких коллективов, как «Аквариум» и «Калинов мост».
Группа много гастролировала по стране, в том числе давала совместные концерты с «Калиновым мостом», а также участвовала в таких музыкальных фестивалях, как «Нашествие» (2009, малая сцена), «Дикая Мята» (2008), «Folk day» (2009), «Сотворение мира» (2009), «Урожай», фестиваль авторской песни им. В. Грушина (2004), «Метафест», «Баранка», «Мамакабо», «Baikal-live» и др.
В 2021 году группа выпустила альбом «На Грозовище» на средства слушателей, собранные в первом в истории группы краудфандинговом проекте на Planeta.ru.

## Состав
- Михаил Вырин — песни, вокал, гитара
- Андрей Сидоров — вокал, аккордеон
- Эльвира Бикмуллина — скрипка
- Сергей Каргин — бас-гитара
- Андрей Казанцев — барабаны
- Дмитрий Генцель — звук

## Дискография
- 2003 — «Песни рек»
- 2005 — «Доза тепла»
- 2008 — «Степи среди»
- 2011 — «Меченый Весной»
- 2014 — «Медвежий Угол. Лучшее»
- 2021 — «На Грозовище»